# Gymnophthalmidae
Los gimnoftálmidos (Gymnophthalmidae) son una familia de lagartos, también conocidos como microteíidos. Se compone de más de 250 especies agrupadas en 48 géneros. Están emparentados con los teíidos, pero se parecen más a los escíncidos con escamas lisas. Por lo general son pequeños lagartos y muchas especies tienen las extremidades reducidas. Tienen párpados inferiores transparentes, lo que permite ver con los ojos cerrados. 
Viven en una gran variedad de hábitats - desde el desierto a la montaña a la selva tropical - a lo largo de América Central y América del Sur. Por lo general habitan el suelo del bosque o las zonas húmedas asociadas a los bosques tropicales. Son animales nocturnos o son activos de forma intermitente durante el día. Se alimentan principalmente de insectos y otros invertebrados. Todas las especies son ovíparas. 

## Clasificación

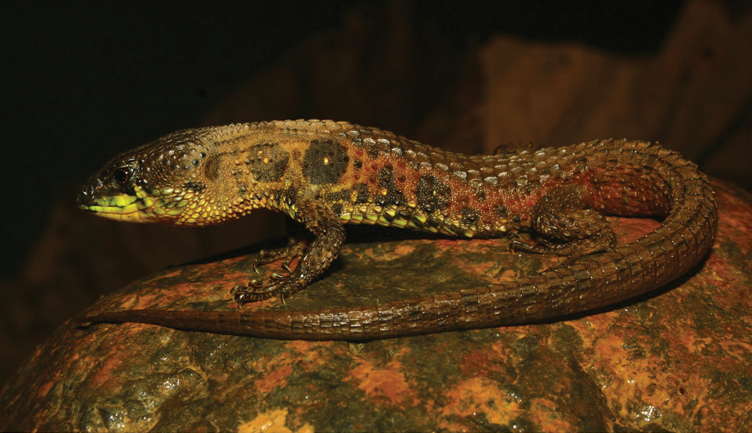
Potamites montanicola.

La familia Gymnophthalmidae comprende los siguientes subfamilias y géneros:
- Alopoglossinae Pellegrino, Rodrigues, Yonenaga-Yassuda & Sites, 2001
  - Alopoglossus Boulenger, 1885
  - Ptychoglossus Boulenger, 1890
- Bachiinae Castoe, Doan & Parkinson, 2004
  - Bachia Gray, 1845
- Cercosaurinae Gray, 1838
  - Anadia Gray, 1845
  - Cercosaura Wagler, 1830
  - Echinosaura Boulenger, 1890
  - Euspondylus Tschudi, 1845
  - Gelanesaurus Torres-Carvajal, Lobos, Venegas, Chávez, Aguirre-Peñafiel, Zurita, & Echevarría, 2016
  - Magdalenasaura Fang, Vásquez-Restrepo & Daza, 2020
  - Macropholidus Noble, 1921
  - Neusticurus Duméril & Bibron, 1839
  - Petracola Doan & Castoe, 2005
  - Pholidobolus Peter, 1862
  - Placosoma Tschudi, 1847
  - Potamites Doan & Castoe, 2005
  - Proctoporus Tschudi, 1845
  - Riama Gray, 1858
  - Riolama Uzzell, 1973
  - Teuchocercus Fritts & Smith, 1969
  - Wilsonosaura Lehr, Moravec, & von, 2019
- Ecpleopodinae Fitzinger, 1843
  - Amapasaurus Cunha, 1970
  - Anotosaura Amaral, 1933
  - Arthrosaura Boulenger, 1885
  - Colobosauroides da Cunha, Lima-Verde & Lima, 1991
  - Dryadosaura Rodrigues, Freire, Pellegrino & Sites, 2005
  - Ecpleopus Duméril & Bibron, 1839
  - Leposoma Spix, 1825
  - Marinussaurus Peloso, Pellegrino, Rodrigues & Avila-Pires, 2011
  - Pantepuisaurus Kok, 2009
- Gymnophthalminae Merrem, 1820
  - Acratosaura Rodrigues, Pellegrino, Dixo, Verdade, Pavan, Argolo & Sites, 2007
  - Alexandresaurus Rodrigues, Pellegrino, Dixo, Verdade, Pavan, Argolo & Sites, 2007
  - Calyptommatus Rodrigues, 1991
  - Caparaonia Rodrigues, Cassimiro, Pavan, Curcio, Verdade & Machado Pellegrino, 2009
  - Colobodactylus Amaral, 1933
  - Colobosaura Boulenger, 1887
  - Gymnophthalmus Merrem, 1820
  - Heterodactylus Spix, 1825
  - Iphisa Gray, 1851
  - Micrablepharus Boettger 1885
  - Nothobachia Rodrigues, 1984
  - Procellosaurinus Rodrigues, 1991
  - Psilophthalmus Rodrigues, 1991
  - Rondonops Colli, Hoogmoed, Cannatella, Cassimiro, Gomes, Ghellere, Sales-Nunes, Pellegrino, Salerno, Marques De Souza & Rodrigues, 2015
  - Scriptosaura Trefaut Rodrigues & dos Santos, 2008
  - Stenolepis Boulenger, 1888
  - Tretioscincus Cope, 1862
  - Vanzosaura Rodrigues, 1991
- Rhachisaurinae Pellegrino, Rodrigues, Yonenaga-Yassuda & Sites, 2001
  - Rhachisaurus Pellegrino, Rodrigues, Yonenaga-Yassuda & Sites, 2001
- Subfamilia sin determinar
  - Adercosaurus Myers & Donnelly, 2001
  - Kaieteurosaurus Kok, 2005